# Atelier de charité
Les ateliers de charité désignent une organisation destinée à fournir du travail aux indigents sous l'Ancien Régime en France.

## Historique
Au XVIe siècle, la lutte contre la mendicité pousse le pouvoir royal à faire prendre en charge par l'État la gestion de la pauvreté. L'idée de regrouper les indigents dans des ateliers de charité ou des maisons du travail est reprise sous le règne de Louis XIV, et plus encore au XVIIIe siècle, notamment à l'initiative de Turgot.
En 1787, sous le règne de Louis XVI, les ateliers de charité passent sous la responsabilité des Assemblées provinciales.
À Rouen, Henry Barbet, grand notable libéral et conservateur, pair de France, met en place sous la Monarchie de Juillet un système de « protection sociale » dans la ville dont il est le maire : le « système Barbet ». L'objectif est de remettre tous les pauvres au travail, y compris les plus indigents et tous les assistés (mendiants, vagabonds, aliénés pauvres, etc.). Henry Barbet développe donc des ateliers de travail et de charité permanents dans le but de lutter contre la mendicité, mais également de limiter les revendications ouvrières apparues à partir de la Révolution de 1830.

#### Ouvrages anciens
- Jean-Baptiste-Edme Plaisant, L'administration des ateliers de charité, 1789-1790, rapport, Paris, Société de l'histoire de la Révolution française ; publié par Alexandre Tuetey, 1906, 2e éd. (1re éd. 1790), 172 p. (lire en ligne).